# Anna Petronella van Heerden
Anna Petronella van Heerden, roepnaam Nell of Nel, (Bethlehem, Oranje Vrijstaat, 26 april 1887 – Kaapstad, 1975), was de eerste Zuid-Afrikaanse vrouw die als arts promoveerde. Haar proefschrift, waarmee zij in 1923 de doctorsgraad verwierf, was het eerste medische proefschrift dat in het Afrikaans geschreven is. Zij had een privépraktijk als gynaecoloog, waarmee ze in 1942 gestopt is. Verder diende zij tijdens de Tweede Wereldoorlog in de medische dienst van het leger. Zij was ook politiek en maatschappelijk actief en verzette zich tegen de achterstelling van vrouwen en tegen de apartheid in Zuid-Afrika.

## Opvoeding en loopbaan
Van Heerden werd op 26 april 1887 geboren in Bethlehem, een dorp in wat nu de Zuid-Afrikaanse provincie Vrijstaat is. Haar ouders waren Francois Willem van Heerden en Josephine Reyneria Beck Horak. Haar vader was ‘landdros’, een soort kantonrechter, in verschillende landelijke steden, haar moeder was huisvrouw. Van Heerden had een drie jaar oudere broer John Alexander Charles, die ze in haar autobiografische boek Kerssnuitsels Alec noemt en een negen jaar jongere broer, François Gordon (Frankie).
Zij mocht niet verder leren omdat haar moeder een lagere schoolopleiding voldoende vond voor een huisvrouw. Om verder studeren af te dwingen sprak ze als meisje zes maanden met niemand en volgde zij een hongerdieet. Haar ouders vonden het ten slotte goed dat ze naar de middelbare school ging.
In 1901 ging ze naar een andere school, omdat het gezin door de Boerenoorlog moest verhuizen van Oranje-Vrijstaat naar de Kaapkolonie. Zij volgde eerst onderwijs aan een protestantse school in Wellington en aan het Victoria College (tegenwoordig Stellenbosch University) in Stellenbosch. Van 1908 tot 1915 studeerde ze geneeskunde aan de Universiteit van Amsterdam, waar zij haar doctoraalexamen haalde. In Zuid-Afrika was toen nog geen mogelijkheid om geneeskunde te studeren. Om die studie te kunnen doen, kreeg ze een beurs van het Nederlandse Herman Costerfonds. Omdat dit fonds bedoeld was voor jongens, kreeg zij geen beurs maar een lening. In Amsterdam kreeg ze te maken met docenten die vrouwelijke studenten minachtten – in haar studiejaar zijn er slechts 4 andere meisjes – maar ze was wel te spreken over de hoogleraar gynaecologie Hector Treub, die juist vele vrouwelijke assistenten opleidde.
In 1916 was ze in dienst bij het Volkshuishospitaal in Bloemfontein en vanaf 1917 had ze haar eigen praktijk in Harrismith. Zij viel daar op omdat zij sigaren rookte en te paard en in lange broek visites aflegde, hetgeen voor vrouwen ongebruikelijk was.
Vanaf 1921 specialiseerde ze zich te Londen in de gynaecologie, waarna ze terugkeerde naar Amsterdam, waar ze op 11 december 1923 bij A.H.M.J. van Rooy promoveerde op het proefschrift Die sogenaamde adenomiome van die ovarium. Adenomiome was een recent ontdekte aandoening, die tegenwoordig endometriose wordt genoemd. Op speciaal verzoek mocht zij haar proefschrift in het Afrikaans schrijven. Daarna werkte ze nog een half jaar in Wenen bij Josef von Halban.
Vervolgens verhuisde ze naar Kaapstad, waar ze als gynaecoloog praktiseerde. Van Heerden diende tijdens die Tweede Wereldoorlog in de medische dienst van de Suid-Afrikaanse Weermag en is in 1942 gestopt met haar praktijk. Na haar pensionering werkte ze als boerin en deed al het voorkomende zware werk op de boerderij.
Pas in 1968 werd zij tot erelid benoemd van de Suid-Afrikaanse Vereniging van Verloskundigdiges en Ginekoloë.

## Andere belangstelling

### Politiek
Tijdens haar studie in Londen en Amsterdam had van Heerden contacten met Emmeline Pankhurst, Lady Pethick Lawrence en Aletta Jacobs. Terug in Zuid-Afrika ging zij zich dan ook inzetten voor aspecten die vrouwen in het burgerschap belemmerden, zoals het ontbreken van vrouwenkiesrecht en werd zij in het begin van de jaren 20 lid van de Nationale Vrouwenparty. Van Heerden was in 1924 lid van het hoofdcomité van de Kaapse Nasionale Party en speelde een actieve rol in het dispuut over de te kiezen vlag van Zuid-Afrika. Ze nam ook deel aan een mars voor vrouwenkiesrecht, dat in 1930 voor blanke vrouwen tot stand kwam. Vanwege fascistische tendensen in de Nasionale Party en de invoering van de rassenscheiding nam ze later afstand van die partij.

### Archeologie
In 1931 nam Van Heerden deel aan de opgravingen rond Wadi el Maghara, in het Karmelgebergte, enkele kilometers ten oosten van Jehud, waar ze onder leiding van Dorothy Garrod onder andere werkte op een Natufische begraafplaats.

### Publicaties
Van Heerdens schrijfwerk heeft tot na 2000 weinig academische aandacht gekregen. Sedertdien zijn er enkele studies over haar kleine oeuvre verschenen. Lizelle Smit heeft in 2015 een proefschrift over South African Women's Life Writing geschreven. Enkele van de punten die zij aanroert zijn relevant voor Van Heerden:
- haar subtiele manipulatie van de autobiografische inhoud om belangrijke kwesties aan de Afrikaanse jeugd van haar tijd te tonen
- haar veranderende behandeling van feministische kwesties en haar lesbische seksuele identiteit, vooral in het licht van het feit dat Zuid-Afrika gedurende het grootste deel van haar leven het bestaan van lesbiennes ontkend heeft
- haar kritiek op ongelijkheid van mannen en vrouwen.[7][12]

#### Autobiografisch
Van Heerden heeft twee autobiografische teksten gepubliceerd: Kerssnuitsels (1962) en Die sestiende koppie (1965).
Kerssnuitsels handelt over haar jeugd. De titel verwijst naar de kaarsensnuiter, een schaar waarmee men een kaars doofde en de pit afknipte, zodat hij niet ging walmen. De 'snuitsels', het afval, waren spreekwoordelijk: vir kerssnuitsels sit, zich als vuil laten behandelen. Het boek eindigt als ze per boot op weg is naar haar studie in Amsterdam: Ik had een pak brieven aan overzeese mensen, vrienden van vrienden van pa. Het leek wel of heel Europa opgeroepen werd om op mij te passen. Ik ben op het dek gaan staan en heb gekeken naar de stad en de berg, tot er niets meer te zien was. Toen gooide ik de brieven in zee. Ik ga een nieuw leven in en dat is van mij. Men kan dit zien als een bewijs van eigenzinnigheid, maar ook als een daad van zelfbeschikking.
Die sestiende koppie sluit aan op het vorige en gaat over het nieuwe leven, haar studietijd in Amsterdam, en haar bestaan als Afrikaans sprekende arts in Zuid-Afrika.
In deze teksten vertelt zij niets over haar seksuele oriëntatie.

#### Overige publicaties
Enkele andere werken zijn:
- Waarom Ek 'n Sosialis Is (twee artikelen, 1938)[7]
- Fascisme – Italië! Duitsland! Suid-Afrika? (boek, 1938)
- Geslagsregister van die familie Van Heerden (genealogisch boek, 1969)
- Dames XVII (1969).

## Latere leven
Van Heerden heeft een deel van haar leven na haar pensionering doorgebracht op een plaas waar ze vee hield. Zij kwam geregeld op veemarkten en nam daaraan deel, wat destijds in Zuid-Afrika voor een vrouw ongehoord was.

## Privé
Van Heerden is nooit getrouwd, maar had eerst een relatie met Gladys Steyn, de eerste vrouwelijke advocaat in Zuid-Afrika en dochter van president Marthinus Theunis Steyn. Gladys Steyn ging met van Heerden mee naar Londen en studeerde daar rechten. Later woonde zij samen met Irene Heseltine, die Freddie genoemd werd. Van Heerden is in 1975 in Kaapstad overleden.

## Wetenswaardigheden
- In Harrismith is in de wijk Wilgepark een straat naar haar genoemd, Petronella Van Heerden Street.[17]
- De Afrikaanse schrijver Etienne van Heerden baseerde zijn figuur Tante Geert op Petronella van Heerden. Petronella kwam bij zijn familie op bezoek tijdens zijn kindertijd. Niemand benoemde dat zij lesbisch was. Zij was de intellectueel in de familie.[8][18]